# Hemidactylus palaichthus
Hemidactylus palaichthus är en ödleart som beskrevs av  Arnold Girard Kluge 1969. Hemidactylus palaichthus ingår i släktet Hemidactylus och familjen geckoödlor. IUCN kategoriserar arten globalt som livskraftig. Inga underarter finns listade i Catalogue of Life.